# Heather Armitage
Heather Joy Armitage, coniugata Young e, successivamente, McClelland (Colombo, 17 marzo 1933), è un'ex velocista britannica, campionessa europea dei 100 metri piani a Stoccolma 1958.

## Palmarès
| Anno                                | Manifestazione          | Sede      | Evento      | Risultato        | Prestazione | Note |
| ----------------------------------- | ----------------------- | --------- | ----------- | ---------------- | ----------- | ---- |
| In rappresentanza del Regno Unito   |                         |           |             |                  |             |      |
| 1952                                | Giochi olimpici         | Helsinki  | 100 m piani | Quarti di finale | 12"3        |      |
| 1952                                | Giochi olimpici         | Helsinki  | 4×100 m     | Bronzo           | 46"2        |      |
| 1954                                | Europei                 | Berna     | 100 m piani | 6ª               | 12"1        |      |
| 1954                                | Europei                 | Berna     | 4×100 m     | 4ª               | 46"7        |      |
| 1956                                | Giochi olimpici         | Melbourne | 100 m piani | 6ª               | 12"0        |      |
| 1956                                | Giochi olimpici         | Melbourne | 200 m piani | Semifinale       | 24"7        |      |
| 1956                                | Giochi olimpici         | Melbourne | 4×100 m     | Argento          | 44"7        |      |
| 1958                                | Europei                 | Stoccolma | 100 m piani | Oro              | 11"7        |      |
| In rappresentanza dell' Inghilterra |                         |           |             |                  |             |      |
| 1954                                | Giochi del Commonwealth | Vancouver | 100 iarde   | 6ª               | 11"0        |      |
| 1954                                | Giochi del Commonwealth | Vancouver | 220 iarde   | 5ª               | 25"3        |      |
| 1954                                | Giochi del Commonwealth | Vancouver | 4×110 iarde | Argento          | 46"9        |      |
| 1958                                | Giochi del Commonwealth | Cardiff   | 100 iarde   | Argento          | 10"6        |      |
| 1958                                | Giochi del Commonwealth | Cardiff   | 220 iarde   | Bronzo           | 23"9        |      |
| 1958                                | Giochi del Commonwealth | Cardiff   | 80 m hs     | 6ª               | 11"3        |      |
| 1958                                | Giochi del Commonwealth | Cardiff   | 4×110 iarde | Oro              | 45"3        |      |